# Telekes, Vas
Telekes  este un sat în districtul Vasvár, județul Vas, Ungaria, având o populație de 569 de locuitori (2011). 

## Demografie
Componența etnică a satului Telekes
     Maghiari (100%)
Componența confesională a satului Telekes
     Fără religie (1,41%)
     Necunoscută (98,07%)
     Reformați (0,53%)
Conform recensământului din 2011, satul Telekes avea 569 de locuitori. Din punct de vedere etnic, majoritatea locuitorilor (100,0%) erau maghiari. Nu există o religie majoritară, locuitorii fiind  și persoane fără religie (1,41%). Pentru 98,07% din locuitori nu este cunoscută apartenența confesională.